# Drajat (Kesambi)
Drajat is een bestuurslaag in het regentschap Kota Cirebon van de provincie West-Java, Indonesië. Drajat telt 15.100 inwoners (volkstelling 2010).